# Eunidia fulvescens
Eunidia fulvescens är en skalbaggsart som beskrevs av Stefan von Breuning 1976. Eunidia fulvescens ingår i släktet Eunidia och familjen långhorningar.
Artens utbredningsområde är Kenya. Inga underarter finns listade i Catalogue of Life.